# 堪萨斯龙卷风
《堪萨斯龙卷风》（英語：Tornado over Kansas）简称《龙卷风》（The Tornado），是美国乡土主义画家约翰·斯图尔特·柯里1929年的帆布油画，描绘龍捲風逼近农场，一家人匆忙赶往避难所的戏剧化场面。画作与柯里1928年作品《堪萨斯的洗礼》内容颇具关联，柯里的创作受巴洛克艺术和龙卷风照片影响，本作可以明显看出他儿时起对自然灾害的恐惧，以及敬畏神的心理。
画作1930年首次展出后便有乡土主义名作美誉，但选材引起堪薩斯州居民不满。《堪萨斯龙卷风》赢得称赞和荣誉，但作者颇显业余的绘画风格招来非议。同代画家斯图尔特·戴维斯与托马斯·哈特·本顿批评画作逻辑不一致，存在技术失误，尽显“粗俗与廉价”。
除《堪萨斯龙卷风》外，柯里1930年的画作《龙卷风过后》、1932年石版画《龙卷风》等作品都取材堪萨斯州自然灾害。经《時代雜誌》、《生活》等大量出版物转载，《堪萨斯龙卷风》如今已是作者的传世名作。原版画作1935年起由密歇根州马斯基根美术馆收藏。

## 简介
《堪萨斯龙卷风》又名《龙卷风》，描绘不远处龙卷风来袭，背景漆黑的天空预示暴风雨，近处是陷身险境的堪萨斯农场一家匆忙进入防風窖。母亲抱着婴儿站在入口附近，脸都绿了。旁边的丈夫一头红发，拉着女儿并催促儿子赶快。两个儿子尽力抢救农场动物，一子抱着黑猫，另一子抱着出生不久的狗崽子，大狗紧跟一旁。远处可见慌乱的马，近处还有白色母鸡镇定自若地站在原地。
美术史学家劳伦·克罗兹指出，画作构图有多处令人难以理解。观众难以肯定这家人到底是在什么地方赶来：如果是从近处房屋的前门廊冲出，那么抱猫的男孩就不该在前门廊台阶后方，仿佛此前在外面的屋里沿木板小路跑来；如果是从外面跑来，匆忙下应该不会用链条锁住木门。近处房屋旁的金属桶从雨水管接水，而且桶已经很满，说明不久前下过大雨，但画面其他地方都很干。此外，画上绝大多数人和动物都有影子，但不知何故母亲没有。
20世纪30年代中期，美术评论员已将所有描绘美國中西部乡村日常生活的画作归入乡土主义作品，《堪萨斯龙卷风》便是其中典范，“直接展现”画家所在地的情景，与同时代欧洲绘画的“内省抽象”截然不同。1934年《時代雜誌》针对美国当代美术发文，称直接展现作者所在地正是乡土主义的特点。

## 背景

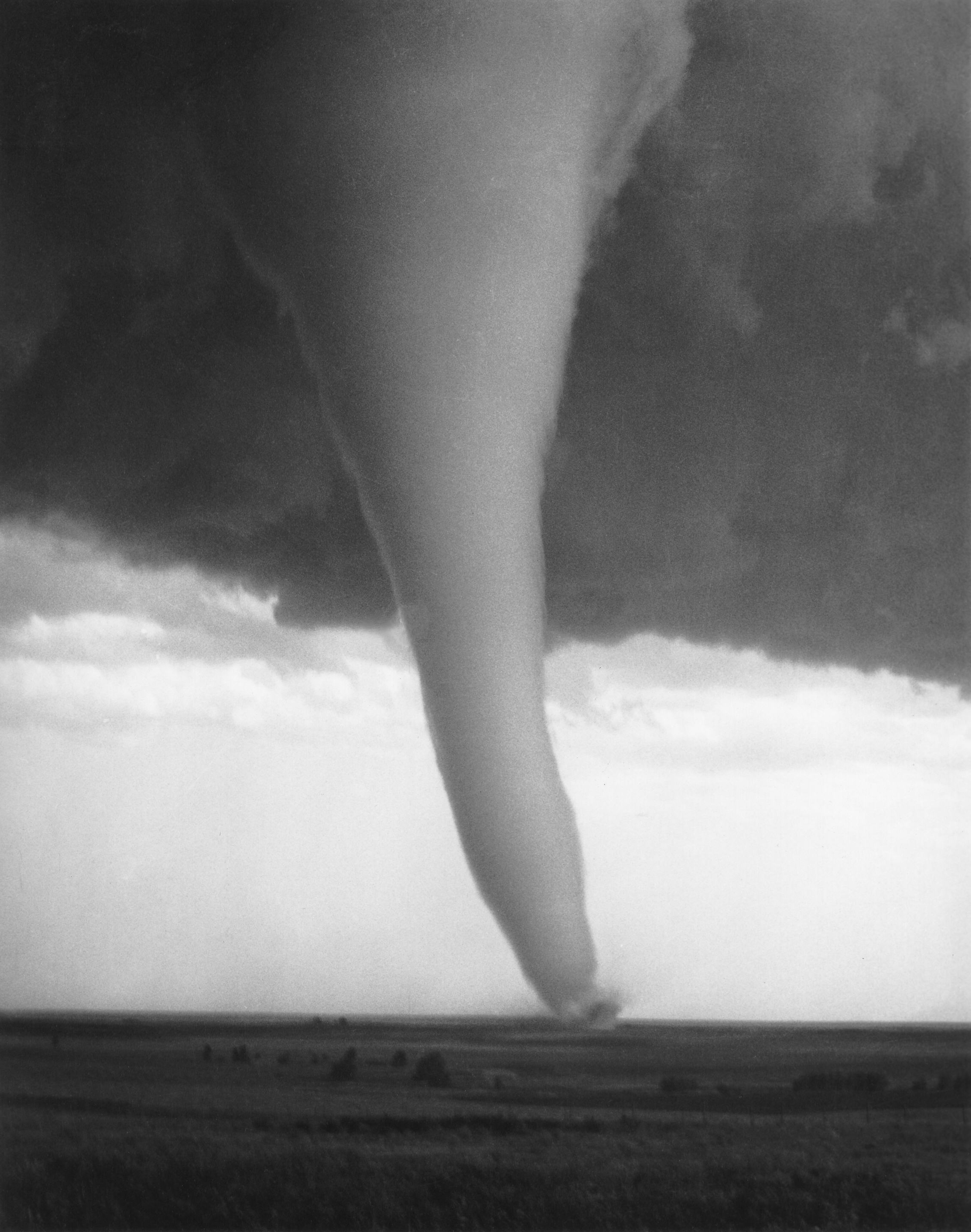
1929年堪萨斯州巴伯县哈德纳龙卷风照片，《堪萨斯龙卷风》可能源自上图的龙卷风

约翰·斯图尔特·柯里1897年生于堪萨斯州杰佛逊县杜纳万特，1918年前往宾夕法尼亚州比佛县就读日内瓦学院，在当地创作插图数年。1928年画作《堪萨斯的洗礼》赢得赞誉，为他的绘画事业打响名气。柯里住在康涅狄格州韦斯特波特，1929年才首度返回堪萨斯州，到杜纳万特的家庭农场探视。他在老家逗留六周，大草原的极端天气和风暴促使柯里创作《堪萨斯龙卷风》，1929年秋画完。柯里去世后，遗孀称他从没亲眼见过龙卷风，但对龙卷风的破坏力应该很了解。1929年6月2日龙卷风经过堪萨斯州巴伯县哈德纳，人们首次拍下非常清晰的照片，很可能是画家创作《堪萨斯龙卷风》的重要参考。照片上漏斗形的龙卷风与画作非常相似，据信画作构图源自龙卷风逼近谷仓的照片。
柯里对暴风雨和龙卷风都不陌生，从小就害怕这些自然灾害。他自称小时候随家人赶在风暴来袭前躲进地窖，《堪萨斯龙卷风》便据此创作。美术史学家伊尔玛·贾菲推断，柯里信奉基督教，把自然灾害视为天神报应。贾菲认为，《堪萨斯龙卷风》是作者尝试用艺术表达控制自身恐惧的产物。
柯里的画作经常描绘自然灾害，曾素写1930年5月杰佛逊县温彻斯特遭龙卷风摧残后的废墟，创作闪电惊马的水彩画，还有1929和1930年夏堪萨斯河沿线洪灾导致俄克拉荷馬州发生的沙尘暴。完成《堪萨斯龙卷风》后，柯里同年创作《奥特塞戈湖风暴》，画中人物与前作差不多。1930年画作《龙卷风过后》以龙卷风刚刚摧毁的房屋残骸为背景，近处是椅子上安然无恙、面带微笑的洋娃娃。1932年，他创作多幅《龙卷风》系列石版画，内容同样是风暴来袭，家人躲避。其中一幅2020年以13750美元成交，其他石版画由大都會藝術博物館、国家美术馆、惠特尼美国艺术博物馆等机构收藏。柯南1934年風景畫《二分点风暴》中的云系与《堪萨斯龙卷风》类似。此外，他1937至1942年创作的壁画《悲剧前奏》也有龙卷风，在废奴人士约翰·布朗身后。

## 解读

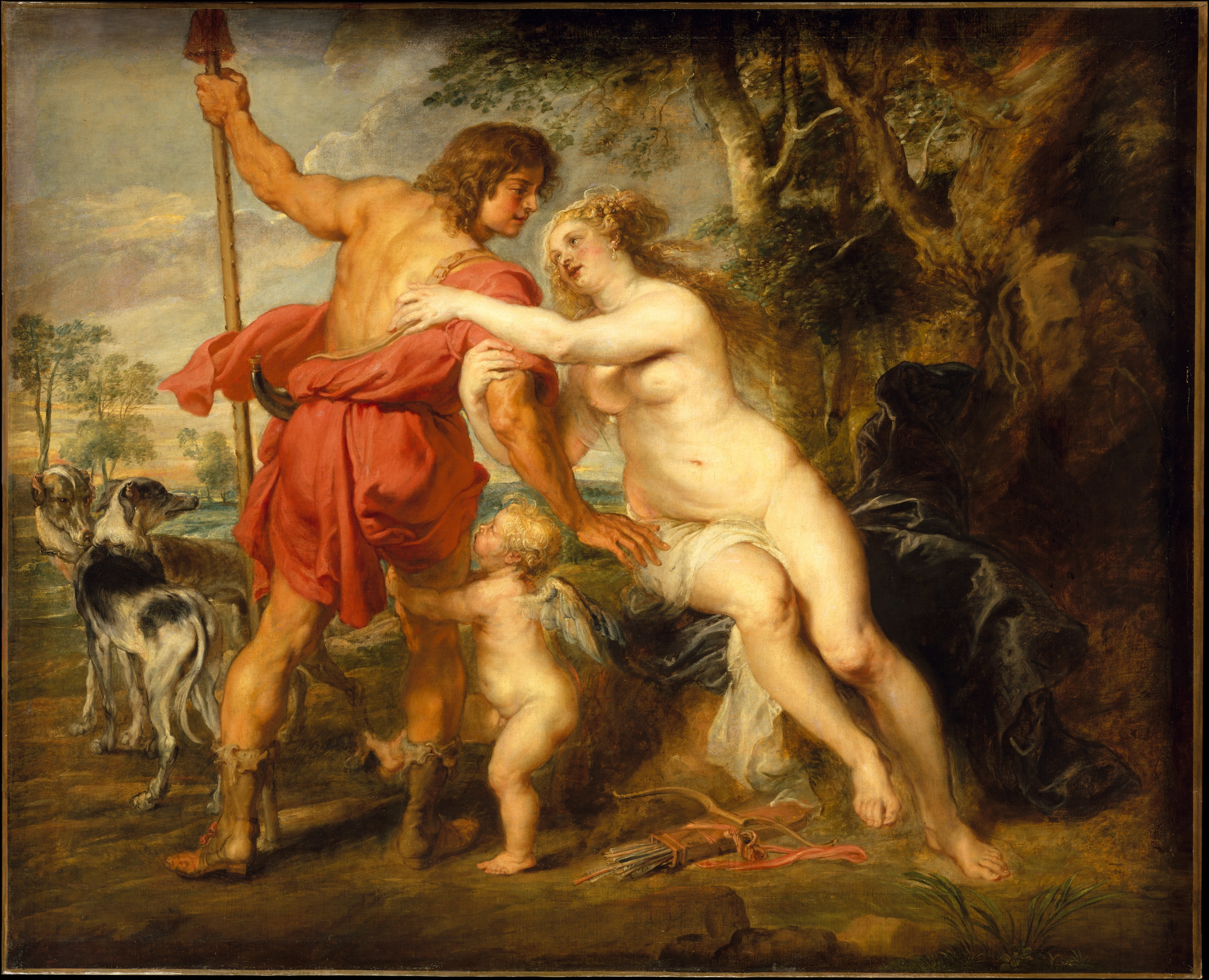
彼得·保罗·鲁本斯画作《维纳斯和阿多尼斯》

克罗兹认为，《堪萨斯龙卷风》布局几乎是刻意为戏剧效果设立。美术馆负责人亨利·亚当斯指出，左侧的谷仓、右侧的外屋就像舞台布景。部分人物救援他人和动物增强画作戏剧感，主要人物基本符合思维定势：父亲肩膀宽大、身体强壮；母亲和女儿看向父亲，显得害怕又无助。危险迫在眉睫，两个儿子还是优先救助宠物。亚当斯认为画作内容可能旨在赞扬、也可能意在贬低美国传统家庭价值观。美术史学家格雷·斯威尼认为画家旨在描绘“美国农民与大自然力量的不懈斗争”。
画作主要人物让人想到彼得·保罗·鲁本斯等巴洛克画家的作品，鲁本斯还是柯里的研究目标。亚当斯称画上的父亲与鲁本斯1635年画作《维纳斯和阿多尼斯》人物阿多尼斯很像，美术史学家卡拉·安·马林认为父亲让人想到米开朗基罗创作的形象，母亲怀抱婴儿就像圣母子。

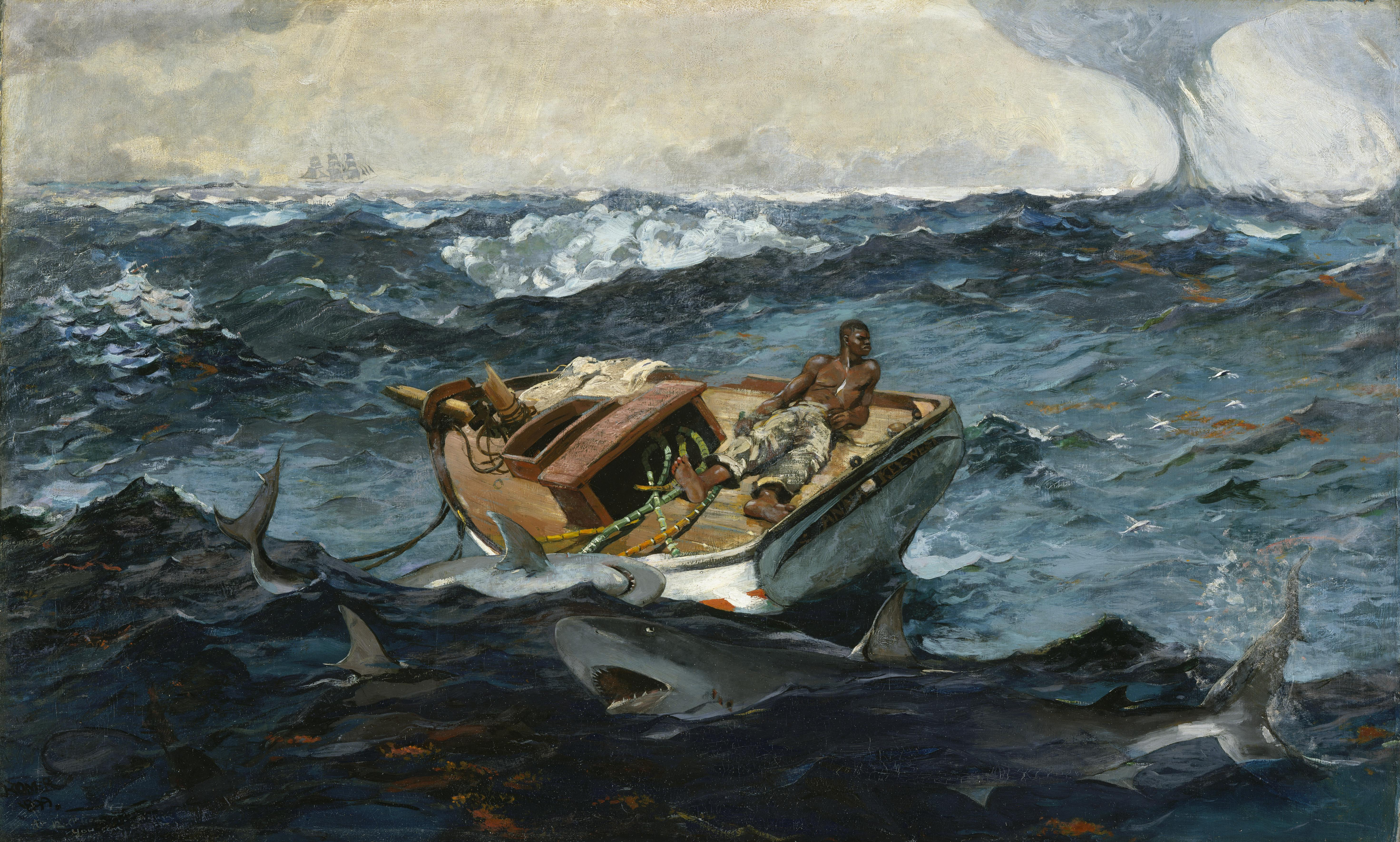
温斯洛·霍默1899年画作《墨西哥湾暖流》

《堪萨斯龙卷风》诞生前，美国画作极少以龙卷风充当核心元素。温斯洛·霍默1899年画作《墨西哥湾暖流》背景虽有海龍捲風，但前方的鲨鱼无疑更重要，海龙卷风只占次要地位。李曼·法蘭克·鮑姆1900年小说《绿野仙踪》同样取材龙卷风袭击堪萨斯州农场，但毕竟不是画作。柯里描绘的龙卷风物理特征非常准确，估计第一手资料和照片对此功不可没。
评论认为，《堪萨斯龙卷风》是《堪萨斯的洗礼》续作，从视觉和心理角度都更戏剧化。两作背景类似，前方拥挤的人物形成 幽闭恐惧感（柯里身患幽闭恐惧症），空旷的背景又触发廣場恐懼症。画中基本图形也不乏相似之处：将前作的水箱与风车倒置，所得“螺旋形”就类似新作里的龙卷风。

## 反响与传承
《堪萨斯龙卷风》1930年在惠特尼工作室俱乐部初次展出就赢得普遍好评，拿下现场第二名。1933年在匹兹堡举办的卡内基国际展再获第二名。1931年堪萨斯威奇托举办柯里作品展，《堪萨斯龙卷风》成绩不佳。两年后《时代杂志》发文称柯里的龙卷风仿佛“巨型丰裕角”，但堪萨斯人认为画作“不文明”。马林对此表示，当地人不想看到故乡因一两场龙卷风遭受非议，特别是在作者还是堪萨斯人的情况下。堪萨斯州前州长亨利·贾斯汀·艾伦的夫人埃尔西·努兹曼·艾伦热衷收藏美术品，她批评柯里老画什么旋风之类“怪异主题”，干嘛不画“故乡的荣耀”？
1934年，《时代杂志》以当代美国美术主题发文，其中包含《堪萨斯龙卷风》的彩色复制品。文中称赞柯里是“堪萨斯州头号画家”，《堪萨斯龙卷风》是他的传世名作。文中指出，许多堪萨斯人反感柯里的画作，认为他选材不当。20世纪30年代《时代杂志》拥有48.5万读者，把乡土主义作品推向全美观众的同时，也招来部分人士对该风潮突然流行的不满。美国现代主义画家斯图尔特·戴维斯反对《时代杂志》对《堪萨斯龙卷风》与其他乡土主义画作的评述，1935年甚至指责柯里“把绘画当成业余爱好者浪费时间的娱乐，只配在县集市展出”。戴维斯的看法赢得部分评论家、历史学家认可，甚至柯里的朋友也有些抱持类似看法，觉得他的画“看着吃力”、“墨守成规”、“令人尴尬”。
克罗兹等学者认为作者的绘画技巧很业余，以颇显轻视的笔触批评柯里笔下色彩“令观众莫名其妙，仿佛色彩暴乱”，蓝绿色的阴影实在奇怪，父亲头部周围的浅色光晕是作者画天时失误所致。克罗兹指出，同代乡土主义画家托马斯·哈特·本顿更有技术水准，他的作品与《堪萨斯龙卷风》形成鲜明对比。本顿甚至感叹柯里的作品有时颇显“粗俗与廉价”。柯里本人承认《堪萨斯龙卷风》构图考虑欠周，当时绘画技巧还不成熟，学者根据反应推断他可能身陷抑郁、压力很大，并有自我怀疑迹象。柯里的开诚布公令大众受益匪浅，克罗兹认为这令业余爱好者和普通人更容易接受绘画。斯威尼称柯里是最不会挑起争端、最没有沙文思想的乡土派画家，在《堪萨斯龙卷风》运用的色彩和创作手法“极其复杂”。
1931年，房地产经纪人特雷西·奈兰致信柯里想买下《堪萨斯龙卷风》，信中写道：
我从小在密歇根州长大，发现（画作包含）某种很感兴趣的本土气质。我没见过这样的龙卷风，但还记得学校放学后拼命跑回家，树上枝桠掉落……整幅画面似乎触动我的心弦。
20世纪30年代初，柯里的作品在费拉吉尔画廊展出，1935年哈克利美术馆（今马斯基根美术馆）买下《堪萨斯龙卷风》。
劳伦斯·施梅克比尔1943年推出的柯里传记指出，《堪萨斯龙卷风》是传主“最知名，而且从很多方面来说都是他最伟大的画”。20世纪30至40年代出版的美国美术调查著作常见本画复制品。画作已在150多种出版物亮相，其中包括1936年《生活》杂志创刊号、1996年电影《龙卷风》。马斯基根美术馆援引画作的艺术和文化意义宣布《堪萨斯龙卷风》是“国宝”，也是柯里职业生涯和乡土主义运动典范之作。

## 脚注
1. ↑  Eldredge 2007，第49頁.
2. ↑  University of Wisconsin 1938，第13頁.
3. ↑  Life 1936，第29頁.
4. 1 2 3 4 5  Kroiz 2018，第167頁.
5. 1 2 3  Marling 2000，第64頁.
6. 1 2 3 4 5  Adams 1998，第124頁.
7. ↑  Dennis 2006，第583頁.
8. ↑  Kroiz 2018，第166頁.
9. ↑  Time 1934，第2頁.
10. 1 2  University of Wisconsin 1938，第13–14頁.
11. 1 2  Southwick & Torchia 2018.
12. ↑  Eldredge 2007，第48頁.
13. ↑  Schmeckebier 1943，第61頁.
14. 1 2 3 4 5  Muskegon Museum of Art.
15. 1 2 3  Adams 1998，第123頁.
16. ↑  Jaffe 1987，第37頁.
17. ↑  Eldredge 2007，第48頁.
18. ↑  Schmeckebier 1943，第113頁.
19. 1 2  Kansas Library Bulletin 1933，第7頁.
20. ↑  Chrysler Museum of Art.
21. ↑  Swann Galleries.
22. ↑  Metropolitan Museum of Art.
23. ↑  National Gallery of Art.
24. ↑  Whitney Museum of American Art.
25. ↑  Adams 1998，第125–126頁.
26. ↑  Adams 1998，第124頁.
27. 1 2  Sweeney 1977，第98頁.
28. 1 2 3  Adams 1998，第122頁.
29. ↑  Adams 1998，第120, 124頁.
30. 1 2  Time 1933，第41頁.
31. ↑  Kroiz 2018，第5頁.
32. ↑  Time 1934，第4頁.
33. ↑  Kroiz 2018，第3, 5頁.
34. 1 2  Kroiz 2015，第29頁.
35. ↑  Kroiz 2018，第166頁.
36. 1 2  Kroiz 2018，第168頁.
37. ↑  Kroiz 2018，第167–168頁.
38. ↑  Schmeckebier 1943，第111頁.
39. ↑  Life 1936，第29頁.

### 出版物
- Adams, Henry. . Anbinder, Paul; Chiu, Faye; Freshman, Phil  (编). . Hudson Hills. 1998  [2021-08-13]. ISBN 978-1-5559-5139-9. （原始内容存档于2021-08-13）.
- Day, Ida M. (编).  (PDF). Kansas Library Bulletin (State Library of Kansas). 1933-12, 2 (4)  [2021-08-13]. OCLC 5015611. （原始内容存档于2021-06-24）.
- Dennis, James M. . Cayton, Andrew R. L.; Sisson, Richard; Zacher, Chris  (编). . Indiana University Press: 583–584. 2006  [2021-08-13]. ISBN 978-0-2530-0349-2. （原始内容存档于2021-08-13）.
- Eldredge, Charles C. . UNC Press Books. 2007  [2021-08-13]. ISBN 978-0-8078-3087-1. （原始内容存档于2021-08-13）.
- . College of Agriculture of the University of Wisconsin. 1938-11  [2021-08-13]. （原始内容存档于2021-08-13）.
- Hadden, Briton (编). . Time. Vol. 21 no. 15 (Time Inc.). 1933-04-10  [2021-08-13]. （原始内容存档于2021-08-13）.
- Hadden, Briton (编). . Time. Vol. 24 no. 26 (Time Inc.). 1934-12-24  [2021-08-13]. （原始内容存档于2017-07-11）.
- Jaffe, Irma B. . Winterthur Portfolio (University of Chicago Press). 1987, 22 (1): 23–45. JSTOR 1181146. S2CID 161509928. doi:10.1086/496310.
- Kroiz, Lauren. . American Art (University of Chicago Press). 2015, 29 (1): 28–53. JSTOR 10.1086/681654. S2CID 152609516. doi:10.1086/681654.
- Kroiz, Lauren. . University of California Press. 2018  [2021-08-13]. ISBN 978-0-5202-8656-6. （原始内容存档于2021-08-13）.
- Luce, Henry R. (编). . Life. Vol. 1 no. 1 (Time Inc.). 1936-11-23  [2021-08-13]. ISSN 0024-3019. （原始内容存档于2021-08-13）.
- Marling, Karal Ann. . Stearns, Robert  (编). . Arts Midwest: 36–75. 2000  [2021-08-13]. ISBN 978-0-9188-8140-3.
- Schmeckebier, Laurence Eli. . American Artists Group. 1943. OCLC 1039314.
- Sweeney, J. Gray. . Grand Rapids Art Museum. 1977  [2021-08-13]. OCLC 3364284. （原始内容存档于2021-08-13）.

### 网页
- Southwick, Catherine; Torchia, Robert. . National Gallery of Art, Washington, D.C. 2018-08-17  [2021-08-13]. （原始内容存档于2021-06-29）.
- . Chrysler Museum of Art, Norfolk, Virginia.   [2021-08-13]. （原始内容存档于2021-06-28）.
- . Swann Galleries, New York.   [2021-08-13]. （原始内容存档于2021-04-30）.
- . Muskegon Museum of Art, Muskegon, Michigan.   [2021-08-13]. （原始内容存档于2021-06-12）.
- . Metropolitan Museum of Art, New York.   [2021-08-13]. （原始内容存档于2021-06-27）.
- . National Gallery of Art, Washington, D.C.   [2021-08-13]. （原始内容存档于2021-06-28）.
- . Whitney Museum of American Art, New York.   [2021-08-13]. （原始内容存档于2021-06-28）.